# Karl-Heinz Döring
Karl-Heinz Döring (* 28. Januar 1937 in Nordhausen) ist ein deutscher Karikaturist.

## Leben und Werk
Döring absolvierte eine Lehre als Gebrauchswerber und studierte von 1961 bis 1965 an der Fachschule für Werbung und Gestaltung Berlin-Oberschöneweide. Danach arbeitete er in Berlin freischaffend vor allem als Pressezeichner und Karikaturist. Insbesondere für den Verlag Neues Leben, aber u. a. auch für den Kinderbuchverlag, den Transpress Verlag für Verkehrswesen, den Verlag für Bauwesen, den Verlag der Nation und den Militärverlag schuf er Buchillustrationen. Döring war bis 1990 Mitglied des Verbands Bildender Künstler der DDR.
Nach der deutschen Wiedervereinigung war er u. a. weiter als Pressezeichner und Buchillustrator tätig.

## Karikaturen (Auswahl)
- Welche Beurteilung schadet uns am wenigsten (1977, Feder und Pinsel-Zeichnung; auf der VIII. Kunstausstellung der DDR)[1]
- Wieso zu verschlüsselt? Es ist doch klar ablesbar: Stahlarbeiter einer sozialistischen Brigade, seinen persönlich-schöpferischen Plan verteidigend (1980, Federzeichnung)[2]
- Vorsicht, der malt nicht nur, der schreibt auch noch darüber (1980, Federzeichnung)[3]

## Ausstellungen (unvollständig)
- 1978: Berlin, Galerie am Prater (Einzelausstellung)
- 1977/1978 und 1982/1983: Dresden, VIII. und IX. Kunstausstellung der DDR